# 磯部恵子
磯部 恵子（いそべ けいこ、1990年5月21日 - ）は、日本の女性声優。静岡県出身。プロダクション・エース所属。専門学校東京ビジュアルアーツ卒業。3歳下の弟（通称：ぴーすけぴー）がいる。

## 出演
太字はメインキャラクター。

### テレビアニメ
- 僕の彼女がマジメ過ぎるしょびっちな件（2017年、ひろくんの彼女）
- NieR:Automata Ver1.1a（2023年 - 2024年、オペレーター6O[3][4]） - 2シリーズ[一覧 1]

### OVA
- ラブライブ!虹ヶ咲学園スクールアイドル同好会 NEXT SKY（2023年）

### ゲーム
2016年
- 円環のパンデミカ code-S-（宮脇セラ）
- 将棋RPG つめつめロード（トウマ）
- ぐるモン（シトラッチョ、海苔こん太郎、マリマリ）

2017年
- League of Angels II - リーグオブエンジェルズ2（アイシャ、ニコル、セイレーン）
- ニーア オートマタ（オペレーター6O）
- ガルフト！〜ガールズ＆フットボール〜（五十嵐みかん）
- 陰陽おとぎソール（ヘラ、マスティマ）

2018年
- アサシン クリード オリジンズ

2024年
- グランブルーファンタジー ヴァーサス -ライジング-（オペレーター6O） - DLC追加キャラクター
- ドラゴンクエストX 未来への扉とまどろみの少女 オンライン（リズクの母）

### ドラマCD
- めぐる季節のなかで（2015年、瀬尾かれん[15]）

### 吹き替え
- スプラッシュ ※Disney+版
- パニック・スカイ フライト411 絶体絶命

### テレビ番組
※はインターネット配信。
- アニ☆ゆめnano（2013年 - 、ニコニコ動画※）[16]
- ドラゴンクエストX TV（2014年 - 、ニコニコ生放送※）ドラゴンクエストX 第2期初心者大使[17]

### 舞台
- 演劇集団イヌッコロプロデュース『冒険者たちのホテル』（2017年8月、あさつん 役）[18]
- 人形達ノ記憶 NieR Music Concert in Taiwan（2017年8月、朗読劇パート）[19]
- NieR:Automata FAN FESTIVAL 12022 壊レタ五年間ノ声(2022年11月25日,26日 場内アナウンスおよび朗読劇パート)[20]

### 映像商品
- NieR Music Concert Blu-ray《人形達ノ記憶》（2017年9月20日）[21]

### 雑誌・書籍
- 漫画「新人声優磯部恵子どこへ行く」月刊ドラゴンエイジにて連載
- コラム「磯部恵子のいそもじバケツ」月刊娘TYPEにて連載

### その他コンテンツ
- ファンタジア文庫大感謝祭2014（2014年12月6日、アシスタントMC）[22]
- 世田谷声優フェス2016（2016年8月27日、MC）[23]
- ドスパラ大阪・なんば店 ライブドローイングイベント（2018年6月9日・8月18日・9月8日、MC）[24][25][26]

### シリーズ一覧
1. ↑  第1クール（2023年）、第2クール（2024年）